# Edward Ignacy Boerner
Edward Ignacy Boerner (ur. 1 marca 1833 w Wyszogrodzie, zm. 12 lutego 1910 w Zduńskiej Woli) – powstaniec styczniowy i pastor ewangelicki w Zduńskiej Woli.

## Życiorys
Pastor parafii ewangelicko-augsburskiej w Zduńskiej Woli (1856-1910). W latach 1861–1862 członek Rady Miejskiej w tym mieście, ustąpił ze stanowiska na znak protestu przeciwko brance do wojska rosyjskiego. Podczas powstania styczniowego z ramienia władz powstańczych pełnił funkcję naczelnika miasta (lipiec-sierpień 1863). Aresztowany przez władze rosyjskie siedział kilka tygodni w areszcie. W l. 1866-1868 z jego inicjatywy postawiono w tym mieście nowy kościół protestancki przy ul. Zamkowej (obecnie Alei Kościuszki). Starą kaplicę rozebrano w 1871 r. W latach następnych zakupiono murowany dom, w sąsiedztwie nowej świątyni, na mieszkanie dla duchownego. W 1889 r. kościół poddano gruntowej renowacji, w 1902 r. założono cementowe posadzki, a w 1905 r. zaś wieżę kościelną pokryto blach cynkową. Kolejną poważną inwestycją, przedsięwzięta przez niego było zbudowanie w 1895 kosztem 15 tysięcy rubli także przy ul. Zamkowej dwupiętrowego gmachu – domu parafialnego, mieszczącego szkołę ewangelicką oraz mieszkania dla personelu kościelnego, zarazem siedzibę wszystkich działających przy zborze stowarzyszeń oraz ochronki dla dzieci w wieku 4–8 lat, utworzonej w 1904 r. przez pastora a prowadzoną przez jego żonę Marię. W latach 1900–1910 pełnił również funkcję superintendenta ewangelicko-augsburskiej diecezji kaliskiej. Założyciel, a następnie wieloletni prezes Ochotniczej Straży Pożarnej w Zduńskiej Woli. Po jego śmierci, z inicjatywy żony dla uczczenia jego pamięci ewangelicy w Zduńskiej Woli zbudowali parafialny domu opieki dla sierot i starców, jego imienia.

## Rodzina
Urodził się w rodzinie imigrantów z Saksonii osiadłej w Płocku. Syn Ignaziusa Karla Wilhelma Boernera i Theresy z domu Lemke. Od 1860 mąż Marii Klary z Rauhów (1839-1913) córki pastora w Aleksandrowie Łódzkim Augustyna Henryka Raua (1806-1871) i Pauliny z Elbelów (1816-1875). Mieli liczne potomstwo córki: Marię Paulinę (ur. 1862) żonę Aleksandra Pasche, Zofię (ur. 1867) żonę Włodzimierza Lembke, Annę (1868-1893), Helenę Augustę (ur. 1872) żonę Aleksandra Lorentza, Wandę Luizę (ur. 1874) oraz synów Edwarda Józefa (1863-1870), Władysława Juliusza (1865–1919), Ignacego Augusta (1875-1933), Edwarda (ur. 1882).